# بور أولسن
بور أولسن (بالإنجليزية: Borre Olsen)‏ هو مصمم نرويجي، ولد في 9 يناير 1964، وتوفي في 12 نوفمبر 2017.